# El Payo
El Payo (Payu en el habla de El Rebollar) es un municipio y localidad española de la provincia de Salamanca, en la comunidad autónoma de Castilla y León. Se integra dentro de la comarca de Ciudad Rodrigo y las subcomarcas del Campo de Robledo y El Rebollar.
Su término municipal está formado por las localidades de El Payo y Villar de Flores, ocupa una superficie total de 61,87 km² y según los datos demográficos recogidos en el padrón municipal elaborado por el INE en el año 2017, cuenta con una población de 354 habitantes.

## Símbolos

### Escudo
El escudo heráldico que representa al municipio fue aprobado con el siguiente blasón:

«Partido. Primero, de azur con un castillo de oro, sumado de tres lises de lo mismo. Segundo, de plata con un pozo hexagonal de sinople, sumado de una venera de gules. Al timbre, la Corona Real Española»

### Bandera
El ayuntamiento no ha adoptado aún una bandera para el municipio.

## Historia

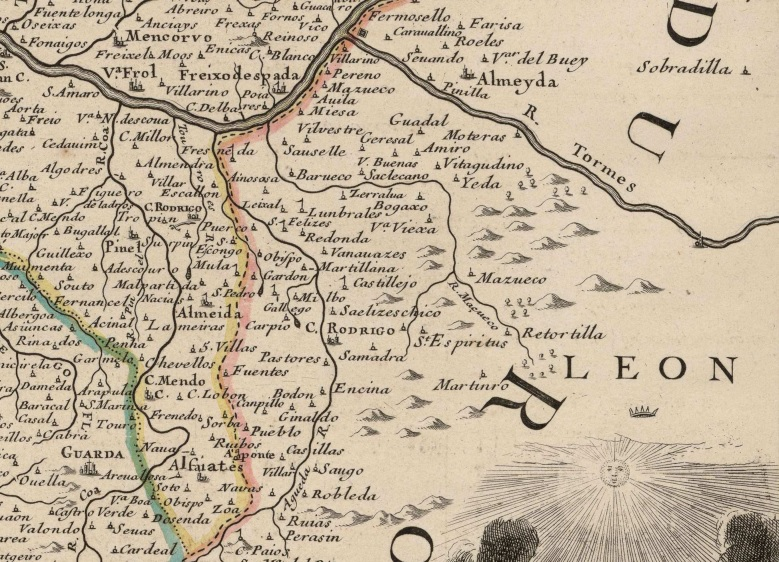
Detalle del oeste salmantino en un mapa del, en el que se puede observar El Payo (escrito como Paio).

La fundación de El Payo se remonta a la repoblación efectuada por los reyes de León en la Edad Media, quedando encuadrada en la Diócesis de Ciudad Rodrigo tras la creación de la misma por parte del rey Fernando II de León en el siglo XII, denominado entonces Payo de Valençia, pasando durante la Baja Edad Media a ser un señorío perteneciente a la familia de los Águila. Con la creación de las actuales provincias en 1833, El Payo quedó encuadrado en la provincia de Salamanca, dentro de la Región Leonesa.

## Geografía humana

### Demografía
Cuenta con una población de 313 habitantes (INE 2024).

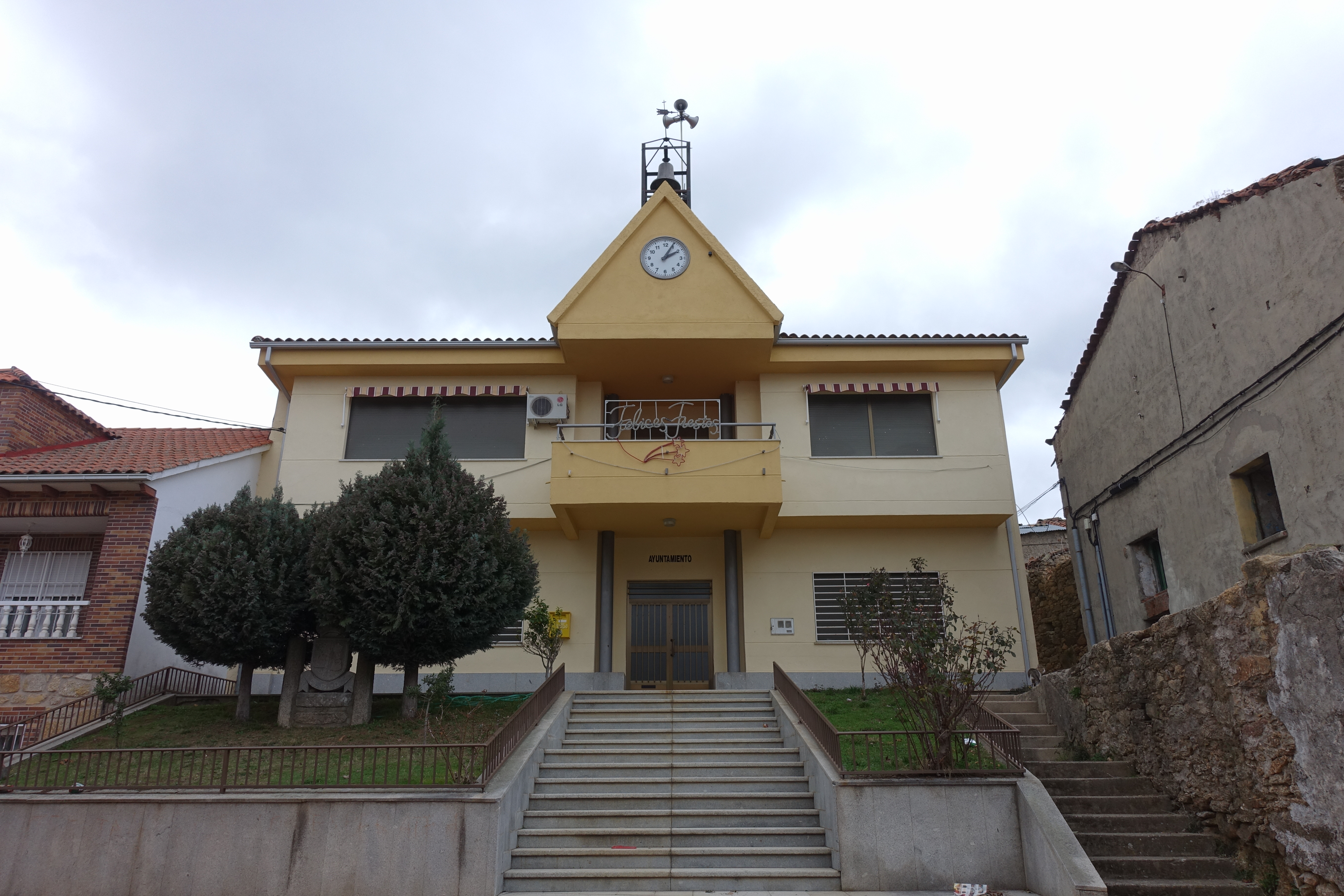
Casa consistorial.

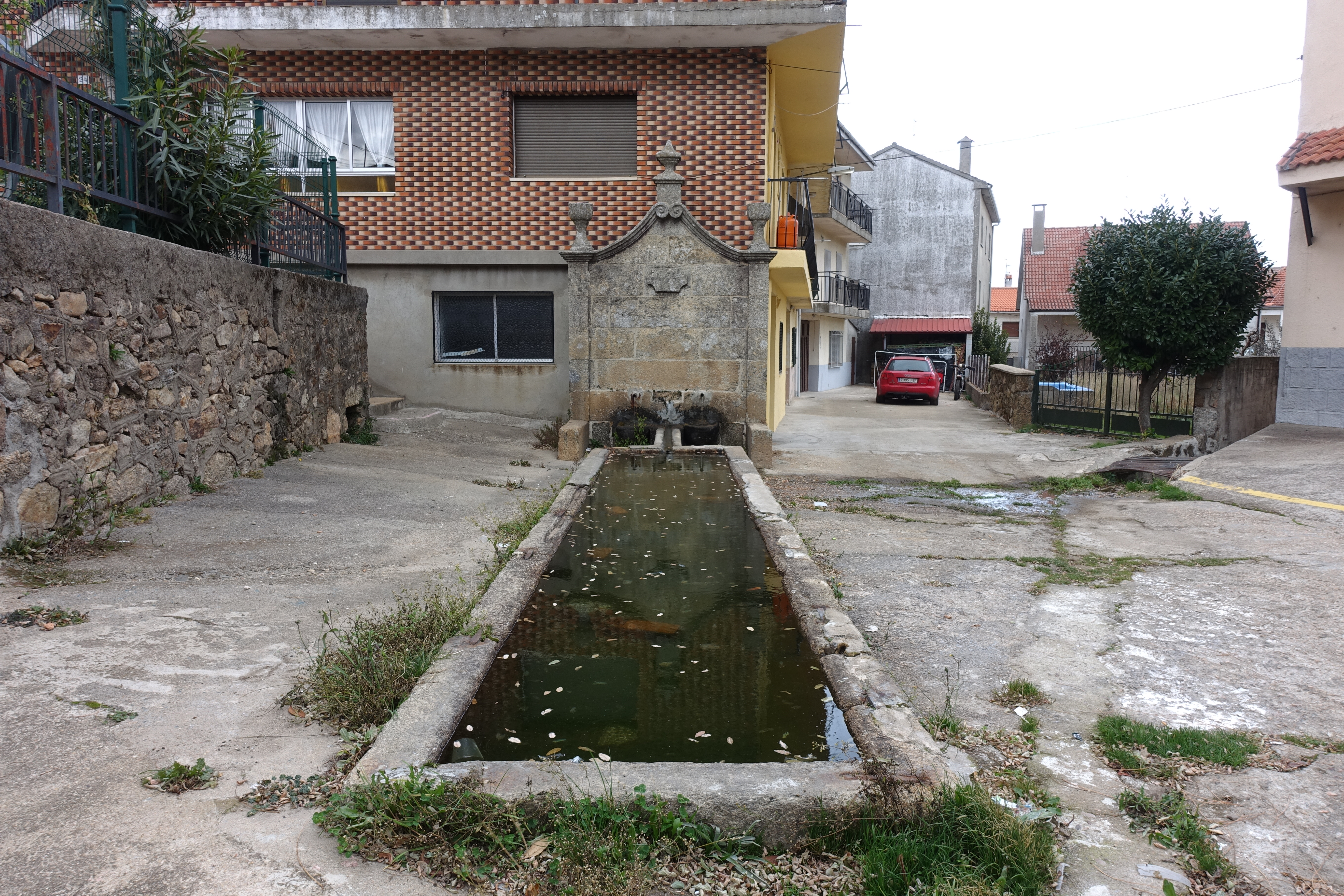
Fuente.

| Gráfica de evolución demográfica de El Payo entre 1842 y 2021                                                         |
| |
| Población de derecho según los censos de población del INE. Población de hecho según los censos de población del INE. |

### Núcleos de población
El municipio se divide en dos núcleos de población: El Payo y Villar de Flores, encontrándose este último despoblado desde 2010 según el INE. De esta manera, la población por núcleos en 2015 era la siguiente:
| Núcleo de población | Población |
| ------------------- | --------- |
| El Payo             | 404       |
| Villar de Flores    | 0         |

## Administración y política
| Partido político                              | 2019  | 2019  | 2019       | 2015  | 2015  | 2015       | 2011  | 2011  | 2011       | 2007  | 2007  | 2007       | 2003  | 2003  | 2003       |
| Partido político                              | %     | Votos | Concejales | %     | Votos | Concejales | %     | Votos | Concejales | %     | Votos | Concejales | %     | Votos | Concejales |
| Partido Popular (PP)                          | 33,86 | 85    | 2          | 35,69 | 111   | 2          | 49,32 | 181   | 3          | 42,80 | 232   | 3          | 36,36 | 148   | 3          |
| Partido Socialista Obrero Español (PSOE)      | 61,75 | 155   | 5          | 63,67 | 198   | 5          | 50,41 | 185   | 4          | 57,20 | 310   | 4          | 52,58 | 271   | 4          |
| Unión del Pueblo Salmantino (UPSa)            | —     | —     | —          | —     | —     | —          | —     | —     | —          | —     | —     | —          | 6,63  | 27    | 0          |
| Unidad Regionalista de Castilla y León (URCL) | —     | —     | —          | —     | —     | —          | —     | —     | —          | —     | —     | —          | 4,18  | 17    | 0          |